# Gonodonta latimacula
Gonodonta latimacula là một loài bướm đêm trong họ Noctuidae.